# Kjersti Moritz
Kjersti Moritz (28 novembre 2004) è una sciatrice alpina statunitense.

## Biografia
Specialista delle prove tecniche originaria di Vail, Kjersti Moritz è sorella gemella di Liv, a sua volta sciatrice alpina; attiva dal novembre del 2020, in Nor-Am Cup ha esordito il 18 novembre 2021 a Copper Mountain in slalom gigante (19ª) e ha conquistato il primo podio il 1º dicembre 2022 nelle medesime località e specialità (3ª). Non ha debuttato in Coppa del Mondo né preso parte a rassegne olimpiche o iridate.

## Palmarès

### Nor-Am Cup
- Miglior piazzamento in classifica generale: 17ª nel 2022
- 1 podio:
  - 1 terzo posto